# ببخشید، موافقید یا مخالف؟
ببخشید، موافقید یا مخالف؟ (به ایتالیایی: Scusi, lei è favorevole o contrario?) یک فیلم کمدی ایتالیایی به کارگردانی آلبرتو سوردی است که در سال ۱۹۶۶ منتشر شد. عنوان فیلم به بحث‌هایی در مورد موضوع طلاق اشاره دارد که در زمان اکران این فیلم، هنوز در ایتالیا غیرقانونی بود.

## گزیدهٔ بازیگران
- آلبرتو سوردی
- سیلوانا مانگانو
- جولیتا ماسینا
- آنیتا اکبرگ
- پائولا پیتاگورا
- لائورا آنتونلی
- بیبی آندرشون
- فرانکو مارتزی
- تینا اَمون
- ماریو پیسو
- یوجین والتر
- ماریا کومانی کوآزیمودو
- کاترینا بوراتو
- داریو آرجنتو
- لینو بانفی
- مارکو تولی
- کیتی سوان
- ماریا تدسکی